# 西都城站
西都城站（日语：／ Nishi-Miyakonojō eki */?）是一個位於日本宮崎縣都城市松元町，屬於九州旅客鐵道（JR九州）日豐本線的鐵路車站。此站是距離都城市中心部最近的車站，所有等級的列車都停靠，亦是普通列車的主要分段站，而來自宮崎方向的普通列車大都以此站起訖。現時只有晚上的一班列車能由南宮崎站直通至鹿兒島中央站，而由本站起下行至國分站的普通列車亦大減至每天只有9班來回。
本站曾經接續志布志線，但志布志線早於1987年便遭廢線。

## 車站結構

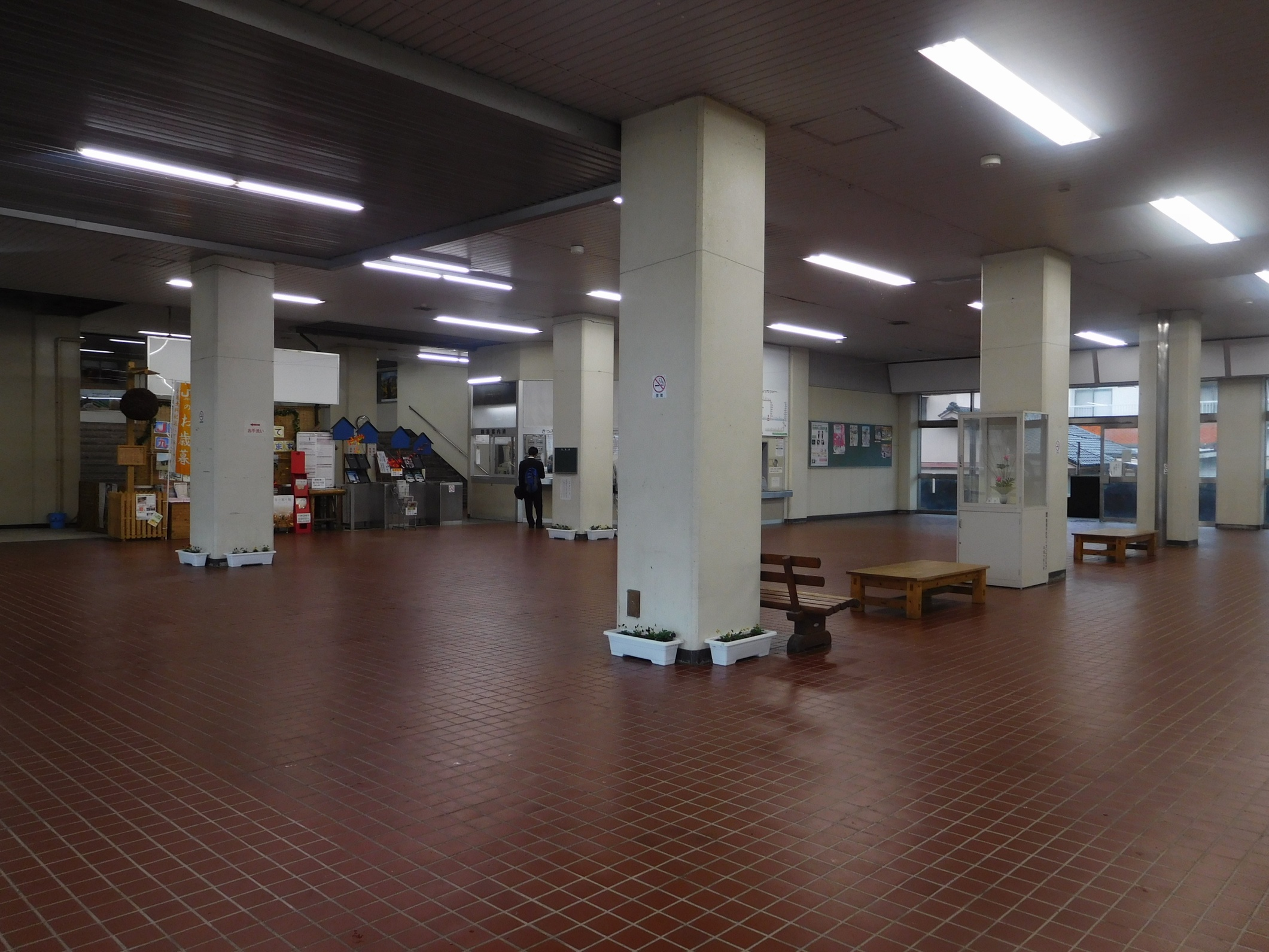
大堂（2015年11月）

現時使用中為第三代站房，是因應路段車站高架化而建成的橋下站房。將站房與上落月台之間的樓梯結合在一起。不過由於每日使用人數不足，至今仍未設有升降機的服務。
地下為站房部份，二樓為候車月台。2017年進行外牆翻新時，把「都城島津家」的家紋加進站名旁邊，而非慣上的JR九州標記，亦在車站大堂近驗票口處，擺放了有關「都城島津家」及其家紋的歷史。

### 月台配置
設有側式月台與島式月台1面2線，合計2面3線的配置。側式月台（1號月台）為往下行的列車專用；而島式月台則為上行列車所使用。
| 月台 | 路線      | 方向 | 目的地                                   |                           |
| ---- | --------- | ---- | ---------------------------------------- | ------------------------- |
| 1    | ■日豐本線 | 下行 | 鹿兒島中央方向                           | 所有下行特急及普通列車    |
| 2、3 | ■日豐本線 | 上行 | 都城、南宮崎、宮崎、宮崎神宮、佐土原方向 | 上行特急列車全使用3號月台 |

## 歷史

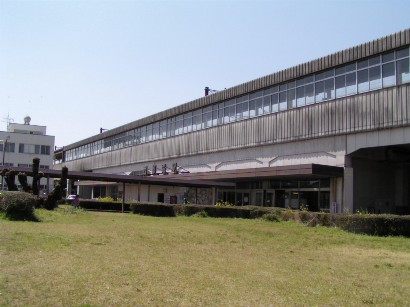
高架化後及翻新前的站房。（2005年3月）

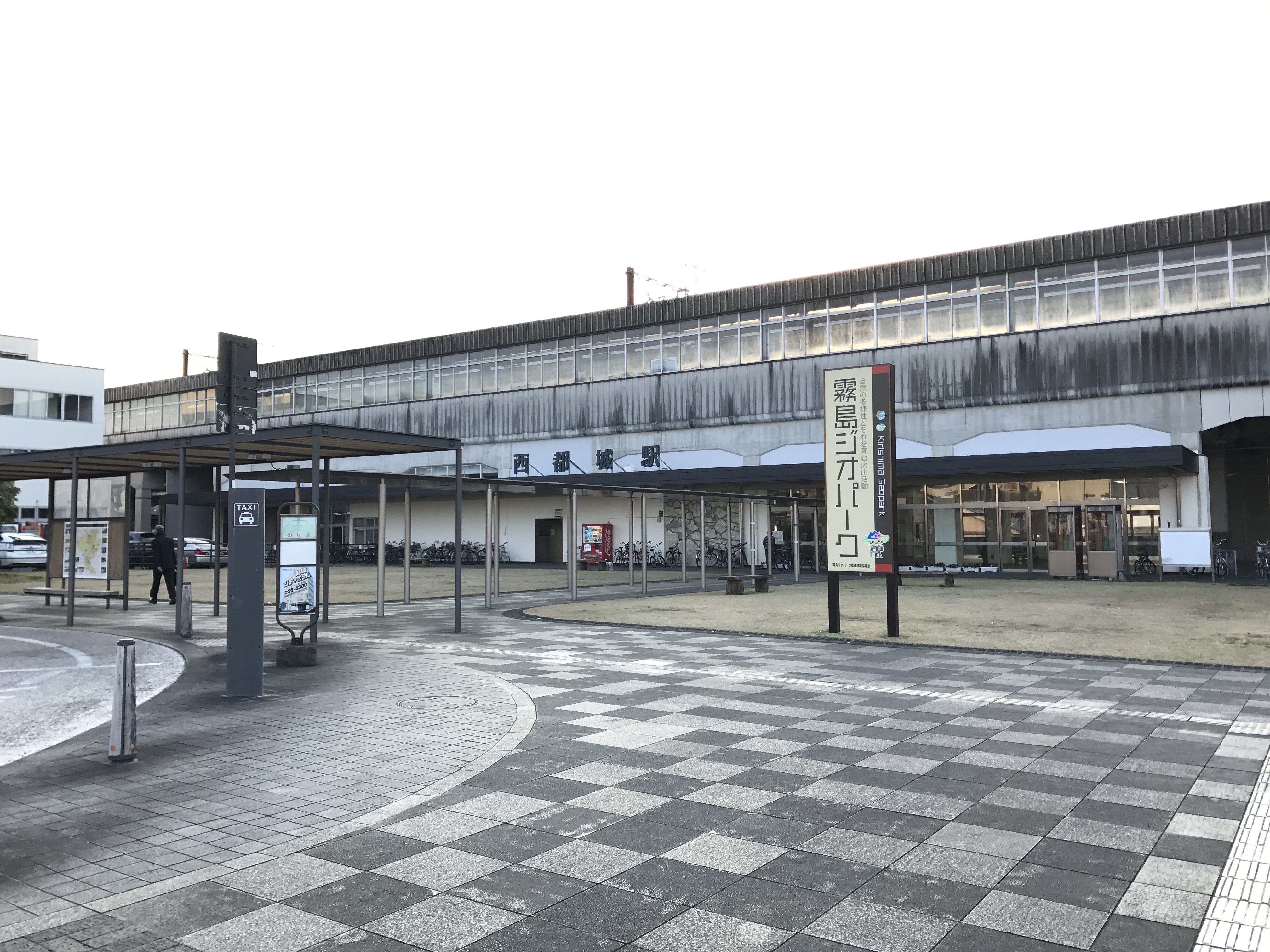
二度翻新前的站房外貌。（2017年3月）

- 1923年1月14日：日本鐵道省志布志線所屬站開業[1][2]。
- 1929年4月28日：本站～財部開通，定名為「國都東線」[3]。
- 1932年12月6日：志布志線都城站～本站改編入日豐本線[4][5]。
- 1941年10月8日：志布志線全通。
- 1945年

- 8月6日：都城大空襲，西都城站站內全燒。
- 9月17日：颱風艾達所帶來的暴風雨侵襲、站房及貨物室全遭破壞。

- 1949年2月1日：第二代站房落成。
- 1976年7月1日：開始高架化工程。
- 1977年5月25日：取消貨物提取服務[5]。
- 1979年2月27日：車站高架化[6]。
- 1980年：

- 1月25日：志布志線高架化。
- 2月5日：高架線下的站房竣工。
- 4月11日：高架下線下的站房開始使用。

- 1983年：

- 3月16日：本日起原打算改為業務委託站，但受到國鐵勞動組合（國勞）於站外示威反對。
- 3月29日：經過與國勞談判，最終按計劃推行委託化。

- 1985年3月14日：取消手提行李提取服務[5]。
- 1987年：

- 3月28日：志布志線全線廢線。
- 4月1日：國鐵分割民營化，車站由九州旅客鐵道（JR九州）營運。

- 1993年：

- 8月6日：受平成5年8月豪雨影響，本站至鹿兒島站間停駛。
- 9月19日：本站～大隅大川原站間重開。

- 2005年4月1日：車站內的便利商店退店。
- 2017年11月5日：站房老化部件改裝及外貌翻新工程完成[9]。
- 2022年4月1日：隨宮崎綜合鐵道事業部改組，並且昇格為宮崎支社（日语：九州旅客鉄道宮崎支社），車站管理權由宮崎支社承繼[10]。

## 使用狀況
2023年度的1日平均乘車人數為466人。而近年1日平均乘車人數的變化如下：
| 年度   | 1日平均 乘車人數 |
| ------ | ---------------- |
| 1996年 | 476              |
| 1997年 | 430              |
| 1998年 | 415              |
| 1999年 | 394              |
| 2000年 | 387              |
| 2001年 | 363              |
| 2002年 | 307              |
| 2003年 | 329              |
| 2004年 | 365              |
| 2005年 | 352              |
| 2006年 | 359              |
| 2007年 | 369              |
| 2008年 | 408              |
| 2009年 | 415              |
| 2010年 | 419              |
| 2011年 | 425              |
| 2012年 | 472              |
| 2013年 | 492              |
| 2014年 | 462              |
| 2015年 | 470              |
| 2016年 | 449              |
| 2017年 | 446              |
| 2018年 | 416              |
| 2019年 | 417              |
| 2020年 | 342              |
| 2021年 | 382              |
| 2022   | 434              |
| 2023   | 466              |

## 相鄰車站
九州旅客鐵道
日豐本線
■特急「霧島」
都城－西都城－霧島神宮
■普通
都城－西都城－五十市

### 曾經存在的路線
日本國有鐵道
志布志線
西都城－今町

## 外部連結
- JR九州西都城站 （页面存档备份，存于）（日語）
- 西都城連立小冊子 - 宮崎縣廳・日豐本線都城地區連續立體交差事業，存于（日語）